# Khyal

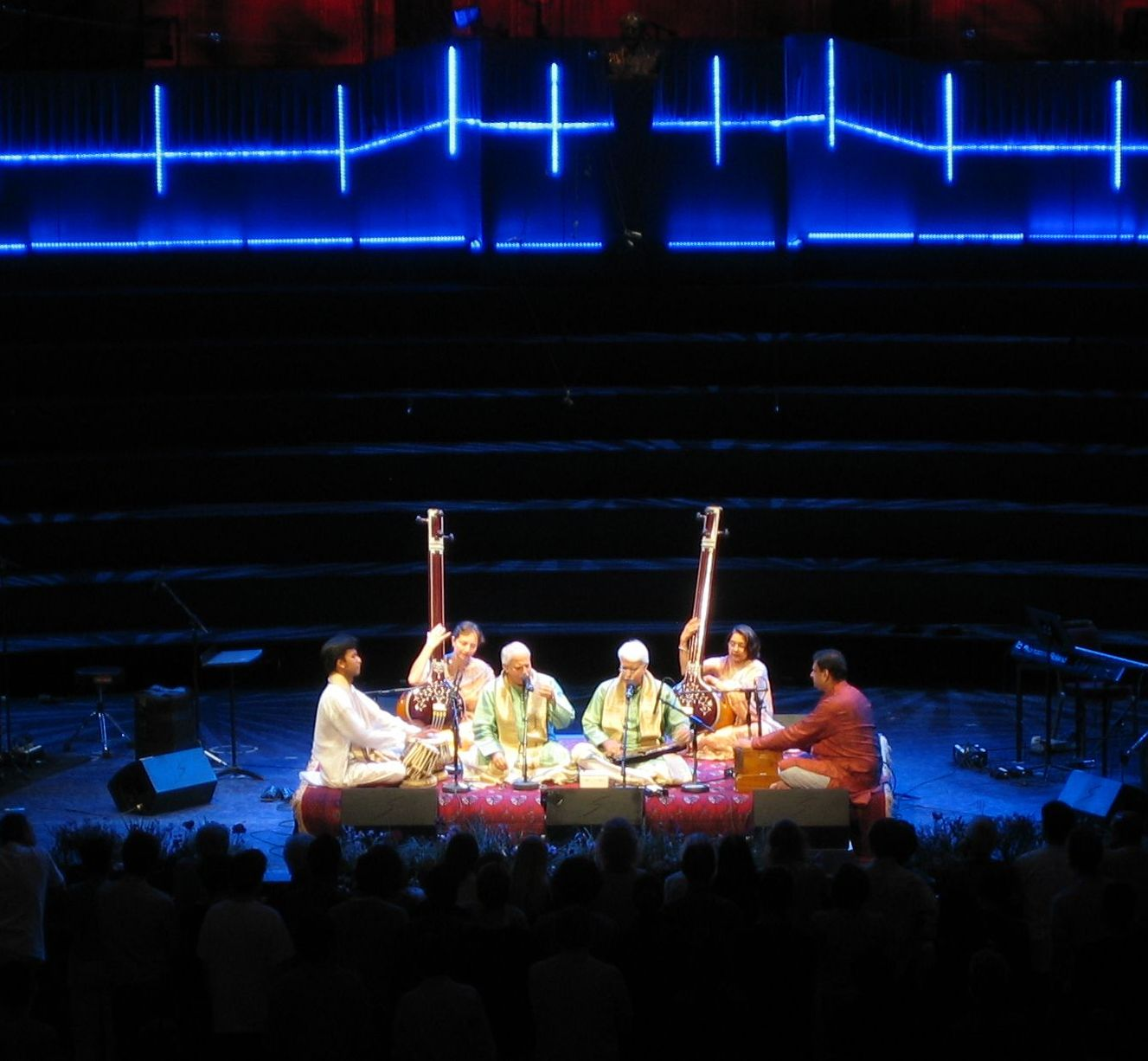
Wykonawcy Rajan i Sajan Mishra (w środku)

Khyal, khjal, chjal (hindi: ख़्याल, urdu: خیال) - współczesny gatunek północnoindyjskiej muzyki wokalnej. Powstał później niż dhrupad, jest od niego swobodniejszy, pozwalając na daleko posuniętą improwizację. Prawdopodobnie wywodzi się z arabskiego stylu qawwal. Pieśni, zwane bandiś są krótkie, skomponowane zazwyczaj w hindi lub języku perskim. Śpiewa się przy akompaniamencie harmonium, tabli i tanpury. 